# Pomatomus saltatrix
Il pesce serra (Pomatomus saltatrix Linnaeus, 1766) è un pesce osseo marino. È l'unica specie appartenente al genere Pomatomus e alla famiglia Pomatomidae.
Il pesce serra ha diffusione subcosmopolita in acque tropicali e subtropicali compreso l'intero mar Mediterraneo, dove negli ultimi decenni si è assistito a un'espansione dell'areale verso le regioni settentrionali e nell'Adriatico dove prima era assente. È un animale pelagico che spesso si avvicina alle coste e può penetrare perfino nei fiumi per un certo tratto. La sua alimentazione è quasi esclusivamente piscivora, la conformazione fisica e le abitudini gregarie fanno di questa specie un formidabile predatore di altri pesci.
P. saltatrix è un pesce particolarmente apprezzato dai pescatori sportivi per la forte resistenza che oppone alla cattura mettendo in atto una strenua difesa con spettacolari salti fuor d'acqua. Gode come pesce da tavola di un apprezzamento molto variabile nelle diverse aree in cui è presente; in Italia, ad esempio, non incontra particolarmente i gusti dei consumatori, mentre in Turchia è la specie ittica più consumata. La lista rossa IUCN classifica globalmente P. saltatrix come vulnerabile a livello globale a causa della grave sovrapesca che subisce in diverse parti dell'areale, tuttavia in alcune aree come il Mediterraneo occidentale le sue popolazioni sono in netta espansione.

## Distribuzione e habitat
È una specie cosmopolita in acque tropicali e subtropicali, con l'eccezione dell'Oceano Pacifico orientale e nordoccidentale. Nell'Oceano Atlantico orientale è presente a nord fino al Portogallo e a sud fino al Sudafrica, nonché nel mar Mediterraneo e nel mar Nero, alle isole Canarie e a Madeira; nella parte occidentale dell'Atlantico è presente dal Canada all'Argentina, comprese le Bermuda, ma pare assente o molto raro nel mar dei Caraibi. Nell'Oceano Indiano si incontra lungo le coste africane, malgasce, omanite, indiane, della penisola malese e dell'Australia occidentale. Nel Pacifico pare comune solo lungo le coste del centro e del sud australiano e in Nuova Zelanda. Sembra assente dal Territorio del Nord australiano e dall'Indonesia, così come le segnalazioni da Taiwan e dalle Hawaii sembrano infondate. La sua distribuzione non è però omogenea all'interno dell'areale: vi sono aree in cui è molto comune e altre dove si incontra solo occasionalmente.

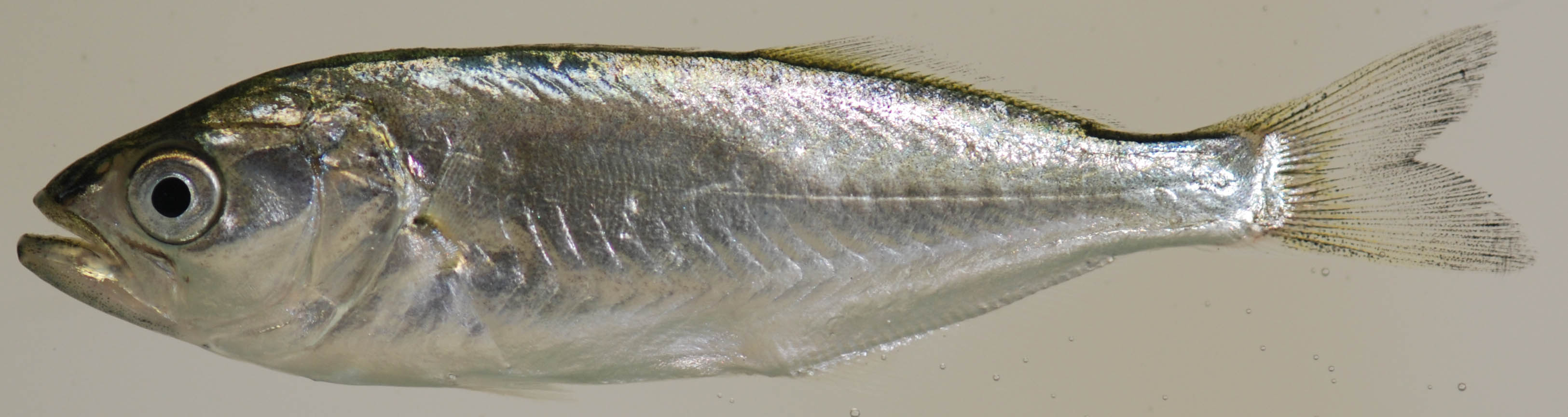
Giovanile di 57 mm

Nel mar Mediterraneo è specie autoctona e comune anche nella parte settentrionale del bacino, dove si sono talvolta registrati picchi di presenza seguiti da rarefazioni. Si tratta di una specie moderatamente termofila, con comportamento migratorio: si sposta in inverno verso acque più calde. In seguito alla meridionalizzazione del mar Mediterraneo, la sua diffusione nella parte settentrionale del bacino ha visto un forte incremento a partire dagli anni 2000, raggiungendo anche la parte più settentrionale del mar Adriatico, dove era precedentemente sconosciuto. La specie si è stabilizzata rapidamente nel nuovo areale più settentrionale, riproducendosi regolarmente e riuscendo a svolgere l'intero ciclo vitale in queste aree un tempo non ottimali. È accertato che questo ampliamento della distribuzione è dovuto all'aumento delle temperature medie dell'acqua marina, specie in primavera. P. saltatrix è presente nel mar Nero solamente durante la stagione calda: questo bacino viene raggiunto in primavera attraverso un'intensa migrazione via mar di Marmara, e abbandonato in autunno seguendo la rotta inversa.
È un pesce pelagico presente anche in acque oceaniche, che nella stagione calda si avvicina molto alle coste, specie in acque turbolente come quelle delle correnti di risacca o delle punte rocciose. Ha una certa eurialinità e può penetrare nelle foci dei fiumi o nelle lagune, purché la salinità non sia troppo bassa, per cacciare. La penetrazione in ambienti salmastri non è regolare ma opportunistica, e avviene soprattutto quando vi si radunano dense popolazioni di prede. Ad esempio, nel New Jersey la presenza dei pesci serra negli estuari è massiccia quando sono presenti banchi di menhaden, principale risorsa alimentare di P. saltatrix in quelle acque, mentre si rarefa quando le prede si dirigono altrove.
La prima fase di vita dei giovanili è pelagica, ma già a una taglia di 30-80 mm si stabiliscono in acque costiere poco profonde e in ambienti salmastri.

## Descrizione

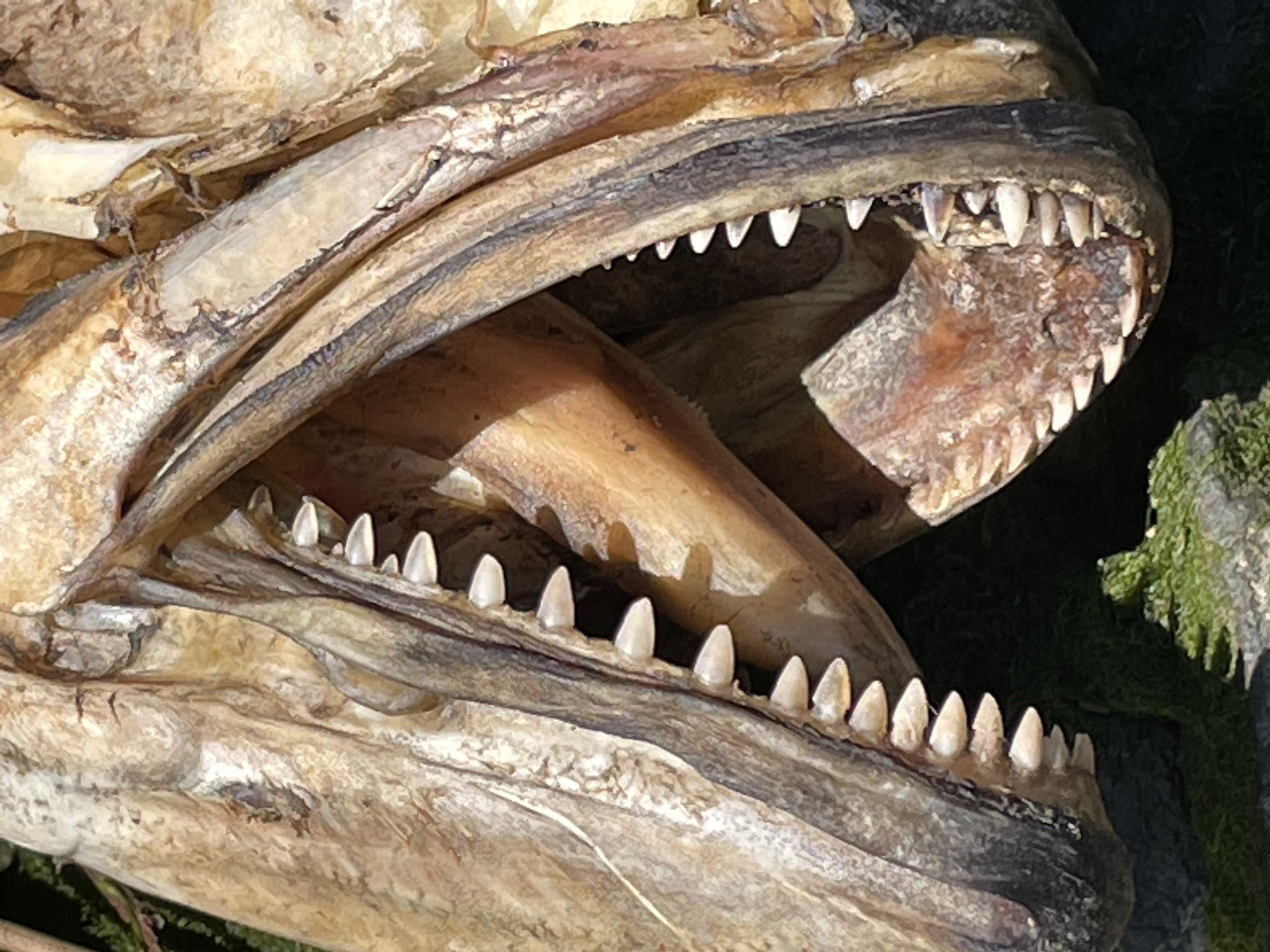
Particolare dei denti

Il corpo è fusiforme, slanciato e relativamente compresso lateralmente. La bocca è abbastanza ampia, armata di forti denti triangolari, appuntiti e taglientissimi sulle mascelle, mentre sul palato i denti sono piccoli e ottusi. Le mascelle sono potenti e vistose; l'osso mascellare è visibile anche a bocca chiusa, e la mandibola sporge leggermente rispetto alla mascella. L'occhio è relativamente piccolo e sul capo è presente una pronunciata carena ossea mediana. L'opercolo branchiale presenta una spina piatta sul bordo, mentre il preopercolo ha una fine seghettatura. Le pinne dorsali sono due: l'anteriore ha da 7 a 8 raggi spiniformi, definiti anche morbidi, molto corti, ed è contigua alla seconda, che è molto più lunga e più alta nella parte anteriore, dove forma un lobo; questa seconda dorsale è dotata di 1 raggio spinoso e di 25-28 raggi molli. I raggi spinosi della prima dorsale sono più lunghi nei giovani, mentre negli adulti sono brevissimi; questa pinna può essere ripiegata in un solco sul dorso durante il nuoto. La pinna anale è simmetrica e molto simile per forma e dimensioni alla seconda dorsale; è preceduta da due brevissimi raggi spiniformi, spesso completamente inglobati nella pelle. Le pinne pettorali e ventrali sono di modeste dimensioni. La pinna caudale è biloba, con intaccatura centrale relativamente poco pronunciata rispetto ad altri pesci pelagici. Le scaglie sono piccole (da 95 a 106 lungo la linea laterale), ma ben visibili, e disposte anche sulla seconda dorsale e sull'anale.
Il colore è grigio verdastro o grigio piombo sul dorso, mentre è argenteo sui fianchi e sul ventre. Le pinne sono di colore verdastro-olivaceo, più chiaro sulle ventrali e sull'anale; su quest'ultima può essere presente un bordo biancastro. Alla base delle pettorali è presente una macchia nera più o meno vistosa.
L'aspetto del pesce serra ricorda da una parte i carangidi del genere Seriola, come la ricciola, e dall'altra la spigola, ma è ben distinguibile da entrambi a colpo d'occhio osservando le caratteristiche delle mascelle.
Il record di taglia per P. saltatrix è di 130 cm di lunghezza per 14,4 kg di peso, ma la lunghezza media è di circa 60 cm.

## Biologia
L'età massima conosciuta è di 14 anni.

### Comportamento
È una specie gregaria. I giovani si radunano in densi banchi nel sottocosta, mentre gli adulti formano aggregazioni più piccole e meno compatte, anche se talvolta i banchi di pesci serra possono essere enormi. Pare che, in acque oceaniche, si associ a squali pelagici e marlin. L'attività è maggiore durante il giorno rispetto alla notte, e nelle ore diurne forma aggregazioni più compatte. 

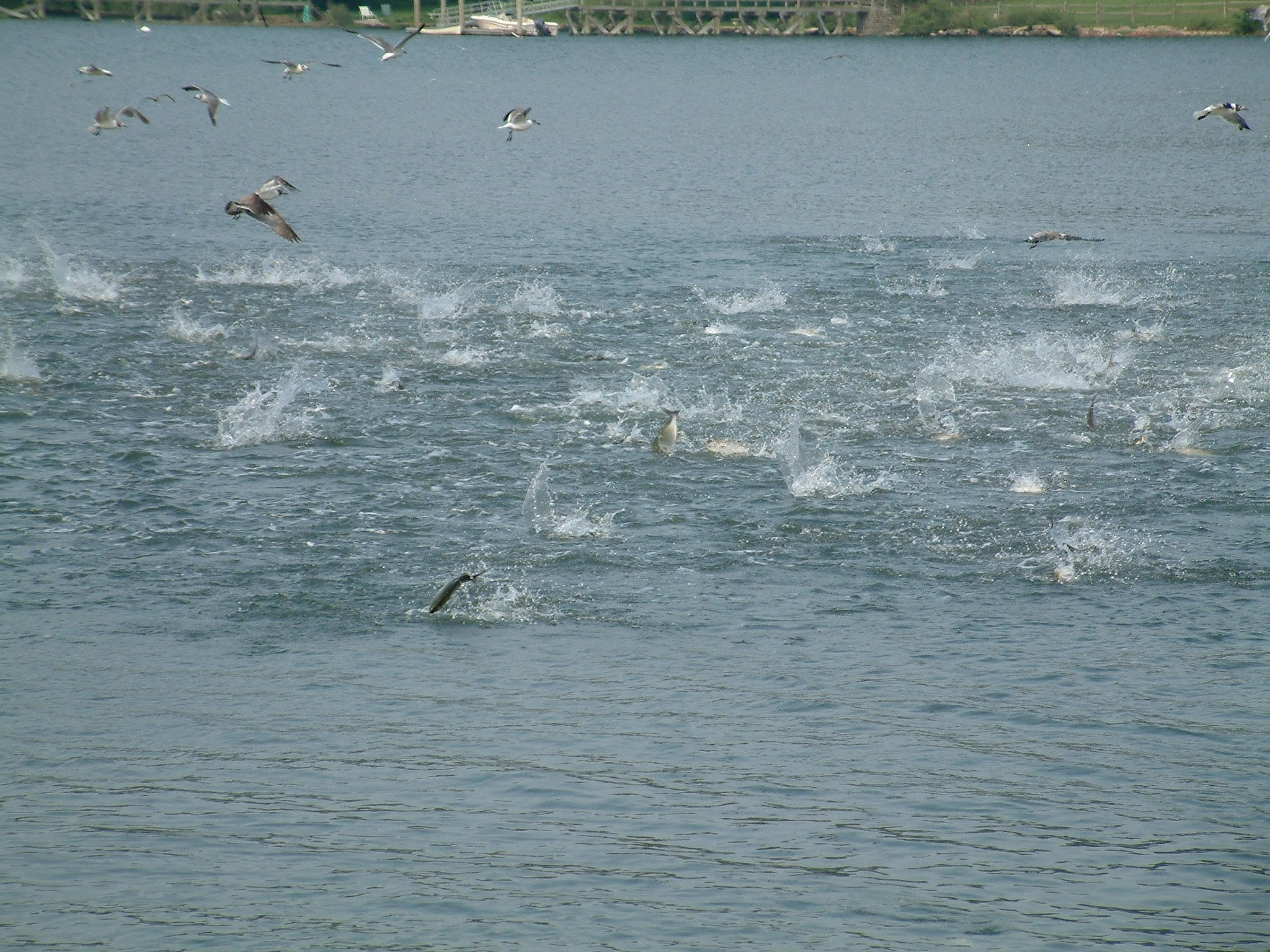
Banco di pesci serra in caccia.

La tecnica di caccia del pesce serra comporta un inseguimento con una traiettoria angolata rispetto a quella della preda, che viene poi raggiunta con uno scatto finale.

### Alimentazione
P. saltatrix è un animale esclusivamente carnivoro e predatore: si nutre in prevalenza di altri pesci, di cefalopodi e di crostacei. Le sue prede preferite sono i cefali, e per cacciarli non esita a penetrare anche per chilometri nelle foci dei fiumi. È un animale estremamente vorace: quando un banco è in caccia, uccide un numero di prede grossolanamente sproporzionato rispetto alle reali esigenze alimentari, lasciandosi dietro una scia di pesci morti e mutilati. Nel Mediterraneo le prede più comuni sono cefali e latterini. Durante l'inverno, l'alimentazione viene fortemente ridotta.
La letteratura scientifica riporta come prede soprattutto pesci ossei appartenenti a numerosissime famiglie, tra cui Clupeidae, Engraulidae, Mugilidae, Atherinidae, Gadidae, Scombridae e Sparidae; cefalopodi, soprattutto decapodi; crostacei di vari gruppi, tra cui il granchio blu; e, più raramente, molluschi gasteropodi, anellidi policheti e crostacei anfipodi e isopodi. Occasionalmente, è stato reperito nel contenuto stomacale anche materiale vegetale ingerito forse casualmente. 

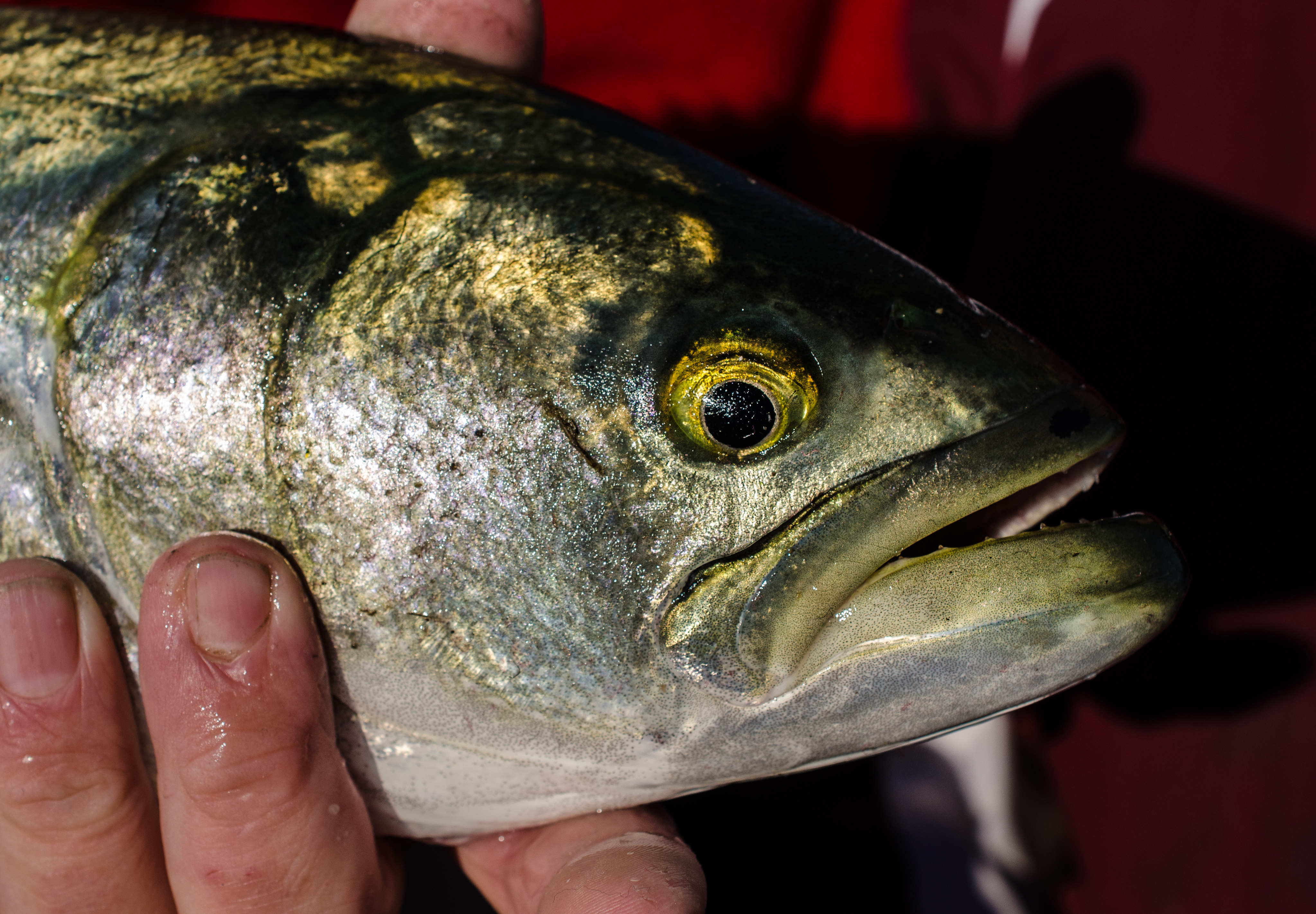
Particolare della testa con in evidenza le robuste mascelle

Una ricerca effettuata nel mar di Marmara ha mostrato come, in quel bacino, la dieta sia composta in larghissima maggioranza da acciughe (oltre il 63% della dieta), seguite da sugarello maggiore, merlano, triglia di fango e altri pesci serra. I crostacei ammontavano soltanto allo 0,6% del totale.
I giovanili si nutrono di zooplancton (soprattutto copepodi) durante la prima fase di vita pelagica, ma non appena si stabiliscono nei pressi della costa o in acque salmastre, iniziano a cacciare piccoli pesci. Questo cambiamento di dieta provoca una notevole accelerazione nell'accrescimento.

### Riproduzione
La riproduzione avviene nella stagione calda. Nel Mediterraneo si verifica in primavera/estate, tra marzo e agosto. In altre aree la stagione riproduttiva può variare: nelle acque brasiliane, ad esempio, si osservano due picchi, uno in primavera e uno in autunno. Le uova sono pelagiche, sferiche e fornite di goccioline oleose che ne assicurano il galleggiamento; il diametro dell'uovo va da 0,7 a 1,4 mm. P. saltatrix adotta una riproduzione seriale, il che significa che la deposizione delle uova avviene più volte durante la stagione riproduttiva. Ogni femmina può deporre da 400 000 a 2 000 000 di uova, a seconda della taglia. La larva, alla nascita, misura circa 2,15 mm.

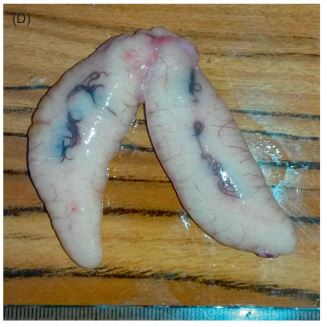
Ovari di pesce serra infestati da Philometra saltatrix

L'accrescimento è rapido: nei primi tre mesi di vita, i giovanili crescono di 0,5-2,1 mm al giorno. Alla fine del primo anno di vita, il giovanile raggiunge i 15 cm e, dopo cinque anni, supera i 60 cm.

### Predatori
La specie viene predata da numerosi squali e da pesci ossei, soprattutto delle famiglie Scombridae e Sciaenidae, nonché dalla lampreda di mare e da cetacei odontoceti come il tursiope. Sono frequenti anche i casi di cannibalismo.

### Parassiti
Tra i parassiti che possono colpire P. saltatrix vi sono i crostacei copepodi Caligus bonito e C. temnodontis, il platelminta monogeneo Microcotyle pomatomi e i nematodi Philometra saltatrix e Anisakis sp., quest'ultimo in grado di causare malattie nell'uomo in caso di consumo del pesce crudo e non abbattuto.

## Rapporti con l'uomo

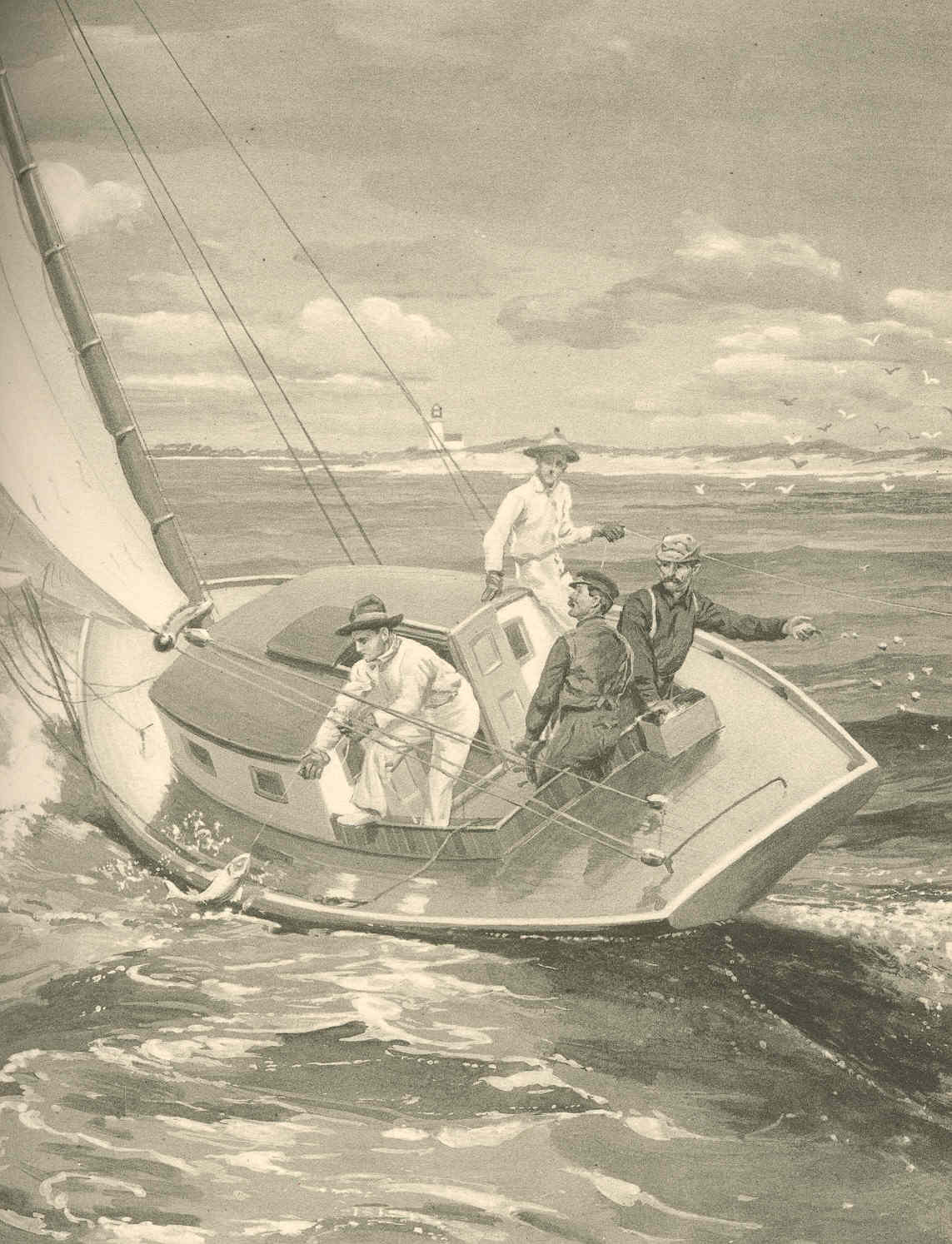
Immagine del 1907 raffigurante una scena di pesca al pesce serra negli Stati Uniti

### Pesca

#### Pesca sportiva
Data la resistenza che oppone alla cattura, con una difesa basata su fughe repentine e salti fuori dall'acqua, è una delle specie di pesci marini più apprezzate dai pescatori sportivi, che lo catturano sia con esche naturali sia con esche artificiali, utilizzando le tecniche della traina, dello spinning, del surfcasting e del vertical jigging. È indispensabile un terminale in cavetto d'acciaio per evitare che i denti del pesce taglino la lenza. Nel Mediterraneo, la pesca sportiva a questa specie è particolarmente diffusa in Turchia, soprattutto durante le migrazioni annuali da e verso il mar Nero. È particolarmente insidiato lungo le coste del mar di Marmara e negli stretti del Bosforo e dei Dardanelli. In diverse parti dell'areale, la pesca sportiva è così diffusa da superare, come quantitativo di catture, quella professionale: ciò accade, ad esempio, nella parte italiana dell'Adriatico settentrionale e sulla costa orientale degli Stati Uniti , specie nella parte settentrionale.

#### Pesca professionale
Viene catturato commercialmente con reti da posta tese in superficie, reti da circuizione, reti a strascico, trappole di vario tipo, incluse le nasse, e palamiti. È spesso considerato una sciagura dai pescatori professionisti poiché, quando penetra nelle reti in branco, le squarcia con gli affilatissimi denti.
I dati FAO sulla produzione globale di pesce serra, relativi al periodo 1980-2022, mostrano un picco massimo nel 1983 con 60 000 tonnellate, seguito da una brusca decrescita l'anno successivo fino a circa 28 000 tonnellate. Un secondo picco, di entità minore, è stato registrato nel 2002 con oltre 44 000 tonnellate, seguito da un graduale decremento stabilizzatosi tra le 10 000 e le 21 000 tonnellate. L'ultimo dato disponibile, relativo al 2022, indica poco più di 14 000 tonnellate.
I principali produttori sono gli Stati Uniti e la Turchia. In quest'ultimo Paese, dove P. saltatrix è il pesce da tavola più consumato ed ha rilevanza culturale oltre che economica e gastronomica, si è assistito dagli anni '90 a un netto calo sia del pescato che della taglia media degli individui catturati.

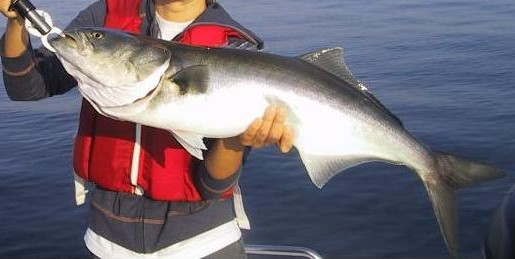
Grosso esemplare catturato da un pescatore sportivo

### Alimentazione umana
Le carni sono ottime, soprattutto se consumate freschissime, anche se il loro apprezzamento varia a seconda delle culture gastronomiche. In Grecia e in Turchia, ad esempio, sono apprezzate quanto, se non di più, di quelle della spigola, mentre in Italia non sono considerate particolarmente pregiate. La carne ha un sapore piuttosto intenso, è leggermente oleosa e di consistenza morbida, ma può diventare stopposa se cotta eccessivamente. Il contenuto di grassi è medio: il 28,78% è costituito da acidi grassi saturi, il 48,32% da monoinsaturi e il 22,91% da polinsaturi. Il rapporto omega-6/omega-3 è dello 0,83%, quindi relativamente favorevole. L'apporto energetico è di circa 125 kcal per 100 grammi.

#### Cucina
Nella cucina turca, P. saltatrix (in turco lüfer) viene consumato in grandi quantità, in quanto molto presente nelle acque circostanti l'Anatolia. È abbondante infatti sia nel Mediterraneo orientale che nel Mar di Marmara; tuttavia, sono gli esemplari catturati in acque più fredde come quelle del Mar Nero ad essere più ricercati, in quanto considerati più grassi. Fonte di vitamina B12, è molto apprezzato sia per il suo sapore che per la facilità di preparazione: può essere cucinato in padella, alla griglia, al forno o stufato in casseruola (che aiuta a trattenerne i liquidi e i sapori), senza particolari difficoltà. L'unico inconveniente che può manifestarsi durante la cottura è quello di renderlo secco se non si mantiene una temperatura costante durante il processo. Viene solitamente servito con un contorno di fave (consumo diffuso soprattutto in Grecia e nelle zone turche affacciate sul Mar Egeo), stufato di melanzane, muhammara, yogurt, shakshuka o carote fritte. Viene consumato anche come streetfood, soprattutto sotto forma di balık-ekmek.
Benché sia pescato pressoché tutto l'anno, la sua disponibilità inizia ad aumentare da settembre, mentre il periodo di maggior consumo in Turchia è tra dicembre e febbraio, in quanto la carne viene considerata più grassa in questi mesi.
Tonnellate, peso vivoAnno010.00020.00030.00040.00050.00060.00070.0001950196219741986199820102022AlbaniaAngolaArgentinaAustraliaBrasileBulgariaCroaziaCiproEgittoEstoniaFranciaGambiaGeorgiaGermaniaGreciaGuineaGuinea-BissauIrlandaIsraeleItaliaLettoniaLibanoLituaniaMaltaMauritaniaMaroccoPaesi Bassi (Regno dei)NigeriaNorvegiaOmanPalestinaPoloniaPortogalloRomaniaFederazione RussaSenegalSloveniaSudafricaSpagnaSurinameTogoTrinidad e TobagoTunisiaTurchiaUcrainaUnione delle Repubbliche Socialiste Sovietiche [ex]Regno Unito di Gran Bretagna e Irlanda del NordStati Uniti d'AmericaUruguayVenezuela (Repubblica Bolivariana del)Produzione mondiale da cattura selvatica di ...

### Contaminanti e pericoli per la salute
P. saltatrix è una specie predatrice situata in alto nella catena trofica marina, con conseguente rischio di bioaccumulo e biomagnificazione di inquinanti organici persistenti e metalli pesanti.
Negli individui provenienti dalle coste atlantiche statunitensi si registrano contenuti di mercurio piuttosto elevati, variabili in base alla taglia del pesce e alla stagione di cattura. I livelli più alti si riscontrano nei pesci catturati in estate e negli individui giovanili, sebbene anche gli adulti possano superare i limiti di legge. Negli Stati Uniti, per questi motivi, il consumo di pesce serra è sconsigliato a donne incinte, bambini e soggetti vulnerabili, e si consiglia a tutti un consumo non frequente. Anche i livelli di PCB risultano elevati, tanto da rendere sconsigliato il consumo di questo pesce. Nel Mediterraneo la situazione appare molto diversa: analisi condotte su esemplari pescati in Turchia hanno evidenziato livelli di zinco e ferro relativamente alti, ma concentrazioni di mercurio e cadmio nel tessuto muscolare al di sotto della soglia di rilevabilità. Il consumo, sotto questo profilo, risulta sicuro. Anche i livelli di PCB nei pesci provenienti dal mar Nero e dal Mediterraneo sono inferiori alle soglie di attenzione, confermando una contaminazione generalmente inferiore rispetto agli esemplari dell'Atlantico occidentale.
Va ricordato che P. saltatrix ospita frequentemente (fino all'85% degli esemplari) larve di Anisakis, un nematode che può provocare patologie nell'uomo in caso di consumo di pesce crudo, poco cotto o non abbattuto termicamente.

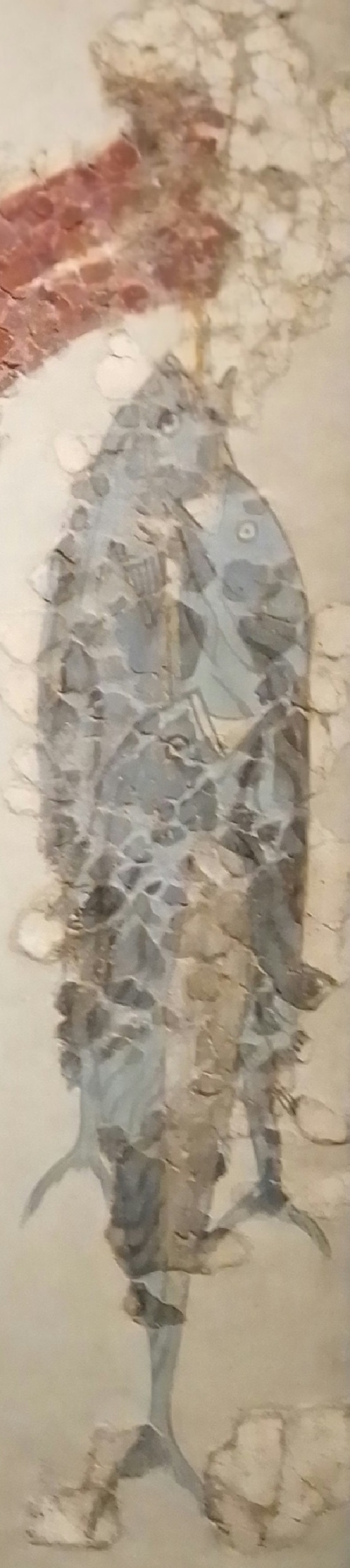
Affresco di epoca minoica a Thera raffigurante probabilmente dei pesci serra

### Attacchi all'uomo
L'affilata dentatura e le potenti mascelle del pesce serra possono infliggere ferite dolorose, talvolta gravi, ai pescatori nell'atto di rimuovere l'amo dalla bocca del pesce. Sono stati occasionalmente segnalati anche attacchi a bagnanti. L'11 aprile 1974, ben 11 persone furono ferite da attacchi di P. saltatrix nelle acque della Florida meridionale: una vittima ricevette 60 punti di sutura, un'altra rischiò l'amputazione di un dito, che fu liberato solo dopo aver ucciso il pesce. La stampa locale riportò nuovi episodi simili nel 1976 (22 feriti) e nel 1987 (5). Nel 2006 e nel 2009, quattro persone furono ferite nei pressi di Alicante, in Spagna, e due attacchi si verificarono in Italia lungo le coste della Toscana nel 1999 e nel 2015. In tutti i casi, le vittime si trovavano in superficie, nuotando o sdraiate su tavole da surf con mani e piedi in acqua. Il caso meglio documentato nella letteratura medica è quello di una donna di 61 anni, attaccata mentre faceva il bagno in una spiaggia non specificata del sud Italia. La vittima, a circa 15 metri dalla riva in acqua poco profonda, riportò una ferita seria alla base del pollice, con lesioni a tendini e nervi, che rese necessario un intervento chirurgico ricostruttivo.

## Conservazione
La Lista Rossa IUCN classifica il pesce serra come "vulnerabile" a livello globale. Le motivazioni di questa categoria di minaccia risiedono principalmente nella forte sovrapesca esercitata in alcune parti dell'areale della specie (Sudafrica, Brasile, coste atlantiche africane, Turchia) e nella mancanza, in queste aree, di efficaci misure di conservazione e mitigazione dell'impatto della pesca sugli stock ittici. Contribuisce inoltre alla valutazione anche il bycatch di P. saltatrix, che avviene durante la pesca con reti da circuizione destinate a catturare le sue prede, come i piccoli clupeidi pelagici. La valutazione dello stato degli stock globali è complicata dal fatto che l'areale della specie è frammentato in 8-10 subpopolazioni geograficamente isolate. Si stima comunque che la diminuzione della popolazione globale si aggiri tra il 39% e il 53% nelle ultime tre generazioni (circa 15-24 anni). Nei luoghi in cui sono state adottate misure di conservazione e restrizioni alla pesca, come nell'Atlantico statunitense, le popolazioni si sono rapidamente ricostituite grazie all'elevato potenziale riproduttivo della specie. Tuttavia, vista anche la scarsità di dati sugli sbarchi e sulla consistenza degli stock in gran parte dell'areale, la valutazione IUCN rimane ferma sulla categoria "vulnerabile".
La Lista Rossa del Mediterraneo propone una valutazione più ottimistica per P. saltatrix, classificandolo come "a rischio minimo", grazie all'ampia distribuzione e alle popolazioni abbondanti presenti in questo bacino, in particolare nella parte occidentale, dove risultano in aumento. Anche nel Mediterraneo, tuttavia, si è registrata una diminuzione della taglia media degli individui catturati, e si raccomanda pertanto l'adozione di misure di tutela mirate.
A livello europeo, infine, la Lista Rossa continentale classifica il pesce serra come "prossimo alla minaccia" (Near Threatened), poiché, sebbene le popolazioni del Mediterraneo occidentale siano in crescita, non si può dire lo stesso per quelle del Mediterraneo orientale e, soprattutto, del mar Nero, dove si osserva un forte declino a causa della sovrapesca e del generale stato di degrado ambientale di questo mare.

### Biologia generale
- Costa F., Atlante dei pesci dei mari italiani, Milano, Mursia, 1991, ISBN 8842510033.*Louisy P., Trainito E. (a cura di) Guida all'identificazione dei pesci marini d'Europa e del Mediterraneo. Milano, Il Castello, 2006. ISBN 888039472X.
- (EN) Fahay M.P., Berrien P.L., Johnson D.L. e Morse W.W., Essential Fish Habitat Source Document: Bluefish, Pomatomus saltatrix, Life History and Habitat Characteristics (PDF), collana NOAA Technical Memorandum NMFS NE, n. 144, NOAA, 1999, DOI:10.25923/6r3h-gc97.
- Louisy P., Guida all'identificazione dei pesci marini d'Europa e del Mediterraneo, Trezzano sul Naviglio (MI), Il Castello, 2020, ISBN 978-8827601365.
- Tortonese E., Osteichthyes: pesci ossei. Vol. 2, collana Fauna d'Italia, Bologna, Calderini, 1975, ISBN 9788870191295.

### Ecologia
- (EN) Bal H., Yanık T. e Türker D., Diet composition of bluefish Pomatomus saltatrix (Linnaeus, 1766) in the Sea of Marmara, in Marine Science and Technology Bulletin, vol. 9, n. 1, 2020,  pp. 46-50, DOI:10.33714/masteb.675929.
- (EN) Juanes F. e Conover D.O., Size-structured piscivory: Advection and the linkage between predator and prey recruitment in young-of-the-year bluefish, in Marine Ecology Progress Series, vol. 128, n. 1-3, 1995,  pp. 287-304, DOI:10.3354/meps128287.
- (EN) Juanes F., Hare J.A. e Miskiewicz A.G., Comparing early life history strategies of Pomatomus saltatrix: a global approach (PDF), in Marine and Freshwater Research, vol. 47, n. 2, 1994,  pp. 365-379, DOI:10.1071/MF9960365.
- (EN) Marinho de Souza G., Monteiro-Neto C., Rodrigues da Costa M., Bastos A.L., Rennó Mascarenhas Martins R., dos Santos Vieira F.C., Tubino M. e de Almeida Tubino R., Reproductive biology and recruitment of bluefish Pomatomus saltatrix (Perciformes: Pomatomidae) in the southwestern Atlantic, in Zoologia (Curitiba Impresso), vol. 38, 2021,  p. e53756, DOI:10.3897/zoologia.38.e53756.
- (EN) McHenry M.J., Johansen J.L., Soto A.P., Free B.A., Paley D.A. e Liao J.C., The pursuit strategy of predatory bluefish (Pomatomus saltatrix), in Proceedings of the Royal Society B, vol. 286, n. 1897, 2019,  p. 20182934, DOI:10.1098/rspb.2018.2934.
- (EN) Milmann L., Danilewicz D., Machado R., Aguiar dos Santos R. e Ott P.H., Feeding ecology of the common bottlenose dolphin, Tursiops truncatus, in southern Brazil: Analyzing its prey and the potential overlap with fisheries, in Brazilian Journal of Oceanography, vol. 64, n. 4, 2016,  pp. 415-422, DOI:10.1590/S1679-87592016116406404.
- (EN) Scharf A.F., Manderson J., Fabrizio M., Pessutti J.P., Rosendale J.E., Chant R. e Bejda A.J., Seasonal and interannual patterns of distribution and diet of bluefish within a Middle Atlantic Bight estuary in relation to abiotic and biotic factors (PDF), in Estuaries and Coasts, vol. 27, 2004,  pp. 426-436, DOI:10.1007/BF02803535.
- (EN) Schilling H.T., Reis-Santos P., Hughes J.M., Smith J.A., Everett J.D., Stewart J., Gillanders B.M. e Suthers I.M., Evaluating estuarine nursery use and life history patterns of Pomatomus saltatrix in eastern Australia (PDF), in Progress Series, vol. 598, 2018,  pp. 187-199, DOI:10.3354/meps12495.
- Sheperd G.R. e Packer D.B., Essential Fish Habitat Source Document: Bluefish, Pomatomus saltatrix, Life History and Habitat Characteristics (PDF), collana NOAA Technical Memorandum NMFS NE, n. 144, NOAA, 2006, DOI:10.25923/6r3h-gc97.

### Parassitologia
- (EN) Fernandes B.M.M., Arci A.D.N. e Cohen S., New data on some species of Monogenea and Digenea parasites of marine fsh from the coast of the State of Rio de Janeiro, Brazil, in Revista Brasileira de Parasitologia Veterinária, vol. 18, 2009,  pp. 13-18, DOI:10.4322/rbpv.01802003.
- (EN) Lanfranchi A. e Sardella N.H., Anisakids Survival after Microwaving, Freezing and Salting Fish from Argentina, in Food Science and Technology Research, vol. 16, n. 5, 2010,  pp. 499-504, DOI:10.3136/fstr.16.499.
- (EN) Mattos D.P.B.G., Silva Lopes M.S., Vericimo M., Silveira Alvares T. e Clemente S., Anisakidae infection in five commercially important fish species from the State of Rio de Janeiro, Brazil (PDF), in Revista Brasileira de Medicina Veterinária, vol. 36, 2014,  pp. 375-379.
- (EN) Moravec F., Chaabane A., Neifar L., Gey D. e Justene J.L., Species of Philometra (Nematoda, Philometridae) from fishes off the Mediterranean coast of Africa, with a description of Philometra rara n. sp. from Hyporthodus haifensis and a molecular analysis of Philometra saltatrix from Pomatomus saltatrix (PDF), in Parasite, vol. 24, n. 8, 2017,  pp. 1-12, DOI:10.1051/parasite/2017008.
- (EN) Öktener A., Two new host for Caligus bonito Wilson C.B., 1905 (Copepoda, Siphonostomatoida, Caligidae) from Turkey, in Bonorowo Wetlands, vol. 7, n. 1, 2017,  pp. 1-3, DOI:10.13057/bonorowo/w010101.
- (EN) Özak A.A., El-Rashidy H.H., Demirkale I. e Boxshall G.A., The discovery of Caligus temnodontis Brian, 1924 (Copepoda: Caligidae) from the bluefish Pomatomus saltatrix (Linnaeus) in the eastern Mediterranean Sea (PDF), in Systematic Parasitology, vol. 76, 2010,  pp. 223-230, DOI:10.1007/s11230-010-9253-z.

### Distribuzione
- (EN) Cerri J. e Azzurro E., The bluefish Pomatomus saltatrix (Pisces: Pomatomidae) in the Adriatic and Tyrrhenian Seas, can we call it climate invader?, in OSF preprint, 2020,  pp. 1-7, DOI:10.31230/osf.io/h8t35.
- (EN) Dulčić J., Kraljevic M., Pallaoro A. e Glamuzina B., Unusual catch of bluefish Pomatomus saltatrix (Pomatomidae) in Tarska cove (northern Adriatic) (PDF), in Cybium, vol. 29, n. 2, 2005,  pp. 207-208.
- (EN) Sabatés A., Martín P. e Raya V., Changes in life-history traits in relation to climate change: bluefish (Pomatomus saltatrix) in the northwestern Mediterranean (PDF), in ICES Journal of Marine Science, vol. 69, n. 6, 2012,  pp. 1000-1009, DOI:10.1093/icesjms/fss053.

### Pesca
- (EN) Arechavala-Lopez P., Izquierdo-Gomez D., Uglem I. e Sanchez-Jerez P., Aggregations of bluefish Pomatomus saltatrix (L.) at Mediterranean coastal fish farms: seasonal presence, daily patterns and influence of farming activity, in Environmental Biology of Fishes, vol. 98, 2014,  pp. 499-510, DOI:10.1007/s10641-014-0280-5.
- (EN) Eryaşar A.R. e Saygu İ., Using social media to identify recreational bluefish angling in the Mediterranean and Black Sea, in Marine Policy, vol. 135, 2022,  p. 104834, DOI:10.1016/j.marpol.2021.104834.
- (EN) Fabrizio M.C., Scharf F.S., Sheperd G.R. e Rosendale J.E., Factors Affecting Catch-and-Release Mortality of Bluefish, in North American Journal of Fisheries Management, vol. 28, n. 2, 2008,  pp. 533-546, DOI:10.1577/M07-033.1.
- (EN) Figueira W.F. e Coleman F.C., Comparing landings of United States recreational fishery sectors (PDF), in Bulletin of Marine Science, vol. 86, n. 3, 2010,  pp. 499-514.
- (EN) Kailola P., Williams M.J., Stewart P., Reichelt R., McNee A. e Grieve C., Australian Fisheries Resources, Bureau of Resource Science and Fisheries Research and Development, 1993, ISBN 0642188769.
- (EN) Pranovi F., Anelli Monti M., Caccin A., Colla S. e Zucchetta M., Recreational fishing on the West coast of the Northern Adriatic Sea (Western Mediterranean) and its possible ecological implications (PDF), in Regional Studies in Marine Science, vol. 3, 2016,  pp. 273-278, DOI:10.1016/j.rsma.2015.11.013.
- (EN) Sbragaglia V., Cerri J., Bolognini L., Dragičević B., Dulčić J., Grati F. e Azzurro E., Local ecological knowledge of recreational fishers reveals different meridionalization dynamics of two Mediterranean subregions (PDF), in Marine Ecology Progress Series, vol. 634, 2020,  pp. 147–157, DOI:10.3354/meps13193.
- (EN) Tarantino G., Curreli F., Bolognini L., Casu M., Grati F., Langeneck J., Maltagliati F., Scarpa F., Silvestri R., Terlizzi A. e Sbragaglia V., A review of marine recreational fisheries research in Italy, in Regional Studies in Marine Science, vol. 81, n. 12, 2025,  p. 103996, DOI:10.1016/j.rsma.2024.103996.
- (EN) Ulman A., Zengin M., Demirel N. e Pauly D., The Lost Fish of Turkey: A Recent History of Disappeared Species and Commercial Fishery Extinctions for the Turkish Marmara and Black Seas, in Frontiers in Marine Science, vol. 7, 2020,  pp. 1-16, DOI:10.3389/fmars.2020.00650.
- (EN) Wilk S.J., Biological and fisheries data on bluefish, Pomatomus saltatrix (Linnaeus), collana Technical Series Report, n. 11, National Oceanic and Atmospheric Administration, 1977.

### Contaminanti
- (EN) Artar E., Olgunoglu M.P. e Olgunoglu I.A., Evaluation of heavy metal accumulation and associated human health risks in three commercial marine fish species from the Aegean Sea, Türkiye (PDF), in Italian Journal of Food Science, vol. 36, n. 2, 2024,  pp. 136-149, DOI:10.15586/ijfs.v36i2.2474.
- (EN) Burger J., Risk to consumers from mercury in bluefish (Pomatomus saltatrix) from New Jersey: Size, season and geographical effects (PDF), in Environmental Research, vol. 109, n. 7, 2009,  pp. 803-811, DOI:10.1016/j.envres.2009.07.005.
- (EN) Castro-Jiménez J., Banaru D., Chen C.T., Jiménez B., Muñoz-Arnanz J., Deviller G. e Sempéré R., Persistent Organic Pollutants Burden, Trophic Magnification and Risk in a Pelagic Food Web from Coastal NW Mediterranean Sea, in Environmental Science and Technology, vol. 55, n. 14, 2021,  pp. 9557-9568, DOI:10.1021/acs.est.1c00904.
- (EN) Coelhan M., Strohmeier J. e Barlas H., Organochlorine levels in edible fish from the Marmara Sea, Turkey, in Environment International, vol. 32, n. 6, 2006,  pp. 775-780, DOI:10.1016/j.envint.2006.03.015.
- (EN) Ferriss B.E. e Essington T.E., Does trophic structure dictate mercury concentrations in top predators? A comparative analysis of pelagic food webs in the Pacific Ocean, in Ecological modelling, vol. 278, 2014,  pp. 18-28, DOI:10.1016/j.ecolmodel.2014.01.029.
- (EN) Li A., Tang Q., Kearney K.E., Nagy K.L., Zhang J., Buchanan S. e Turyk M.E., Persistent and toxic chemical pollutants in fish consumed by Asians in Chicago, United States (PDF), in The Science of The Total Environment, vol. 811, n. 9, 2022,  p. 152214, DOI:10.1016/j.scitotenv.2021.152214.
- (EN) Özyurt G., Tabakoğlu Ş.S. e Özyurt C.E., Metal Bioaccumulation in the Gill, Liver, and Muscle of Bluefish (Pomatomus saltatrix) From the Northeastern Mediterranean and Human Health Risk Assessment Associated with Their Seasonal Consumption, in Archives of Environmental Contamination and Toxicology, vol. 81, n. 1, 2021,  pp. 58-66, DOI:10.1007/s00244-021-00852-0.
- (EN) Stancheva M., Peycheva K., Makedonski L. e Rizov T., Heavy metals and PCBs level of bluefish (Pomatomus saltatrix) from Bulgarian Black sea waters (PDF), in Ovidius University Annals of Chemistry, vol. 21, n. 1, 2010,  pp. 41-48.
- (EN) Staudinger M.D., Species- and size-specific variability of mercury concentrations in four commercially important finfish and their prey from the northwest Atlantic, in Marine pollution bulletin, vol. 62, n. 4, 2011,  pp. 434-740, DOI:10.1016/j.marpolbul.2011.01.017.
- (EN) Szczebak J. e Taylor D.L., Ontogenetic patterns in bluefish (Pomatomus saltatrix) feeding ecology and the effect on mercury biomagnification (PDF), in Environmental Toxicology and Chemistry, vol. 30, n. 6, 2011,  pp. 1447-1458, DOI:10.1002/etc.516.

### Altro
- (EN) Abouel-Yazeed A.M., Fatty Acids Profile of Some Marine Water and Freshwater Fish (PDF), in Journal Of The Arabian Aquaculture Society, vol. 8, n. 2, 2013,  pp. 283-292.
- (EN) de Sylva D.P., Attacks by Bluefish (Pomatomus saltatrix) on Humans in South Florida, in Copeia, vol. 1976, n. 1, 1976,  pp. 196-198, DOI:10.2307/1443793.
- (EN) Vanni S., Leti Acciaro A., Menozzi M., Gagliano M.C. e Adani R., Unexpected Bluefish attack on human: surgical implications and forensic bite analysis (PDF), in Rivista Italiana di Chirurgia della Mano, vol. 59, 2022,  pp. 50-54, DOI:10.53239/2784-9651-2021-X.